# Georgenberg (Pfullingen)
Der Georgenberg ist ein 601,7 m ü. NHN hoher kegelförmiger Berg vulkanischen Ursprungs in der Mitte Baden-Württembergs. Er bildet im Süden der Stadt Reutlingen die Gemarkungsgrenze mit dem Westen der Nachbarstadt Pfullingen. Der Gipfel und der größte Teil des Berges liegen auf dem Gebiet Pfullingens. Der Aufstieg auf den Gipfel dauert vom Tal aus etwa eine halbe Stunde und ist nur über einen schmalen Pfad an der Südseite des Berges möglich.
Außer dem Berg selbst trägt auch ein Wohngebiet der Kernstadt Reutlingens, das an der nördlichen Flanke des Berges liegt, den Namen Georgenberg.

## Geologie und Geschichte des Berges

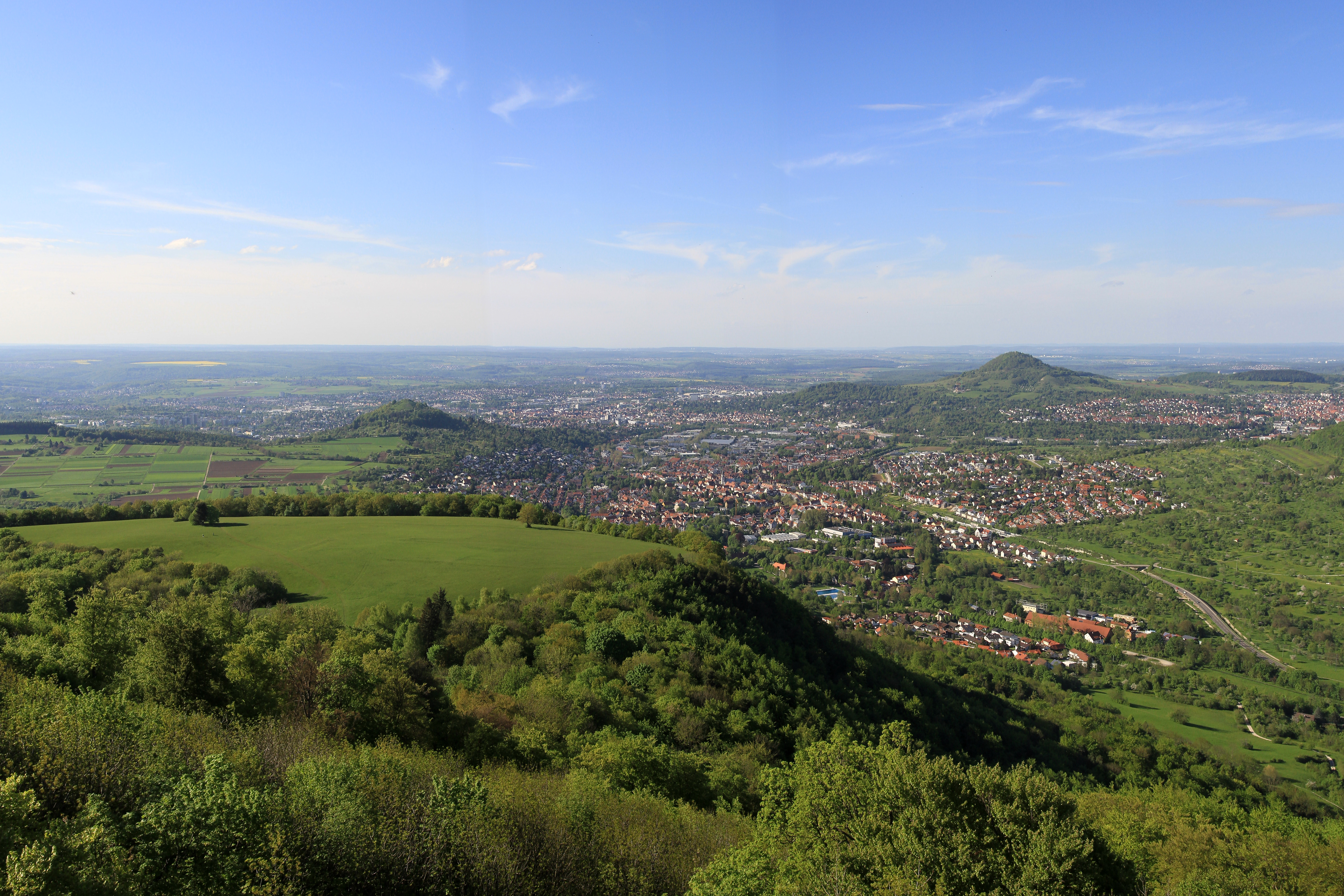
Der Georgenberg im linken Bildzentrum – Panoramablick über Pfullingen vom südlich gelegenen Schönbergturm aus gesehen. Im rechten Bildzentrum die Achalm (Mai 2013).

Im Unterschied zur 105 m höheren, rund 2,5 km nordöstlich gelegenen und ähnlich geformten Achalm, einem Zeugenberg aus Weißjura, ist der Georgenberg vulkanischen Ursprungs. Er bietet einen Rundblick vom nördlichen Albtrauf über die Städte Pfullingen und Reutlingen bis nach Tübingen und (bei guter Sicht) zum nördlichen Schwarzwald.
Der Berg stellt einen der rund 350 durch Reliefumkehr herauspräparierten Schlote des sogenannten Schwäbischen Vulkans dar, welche im Umkreis von etwa 25 km rund um das heutige Bad Urach verstreut liegen. Während der Schlot vergleichsweise hartes (Tuff-)Gestein enthält, sind die durchstoßenen Schichten des braunen Jura stärker der Erosion ausgesetzt, so dass der Schlot über die Umgebung herausragt und am Gipfel zu Tage tritt. Zur Zeit der Entstehung dieses Vulkans im Miozän (geologische Einheit; Zeit besonders aktiver Tektonik vor ca. 17 Mio. Jahren) durchdrang der Vulkan das damals noch nach Norden über ihn hinausragende Juraplateau. Im Schlot sind für die oberste Schicht des Juraplateaus charakteristische Weißjurakalke belegt. Wie auch in Schloten anderer Schwäbischer Vulkane, die heute als Solitäre nördlich des Albtraufs liegen, sind die Weißjurakalke Marken dafür, dass das Juraplateau weiter nach Norden ausgedehnt war. Der Georgenberg ist unter dem Namen Vulkanschlot Georgenberg S von Reutlingen auch als Geotop geschützt. Wie typisch für die Schlote des Uracher Vulkangebiets war auch derjenige des Georgenbergs ein Maar-Diatrem, geht also auf eine phreatomagmatische Explosion zurück.
Seinen heutigen Namen hat der Berg von einer Georgskapelle, die sich einst auf seinem Gipfel befand. Diese kleine Kirche fand erstmals 1489 urkundliche Erwähnung. Seit dem Jahre 1719 ist der Name Georgenberg geläufig. Davor wurde die Erhebung Echitzenberg oder Echetzenberg genannt.
Die Hänge des Georgenbergs wurden ursprünglich von Reutlingern und Pfullingern zum Weinanbau genutzt, weshalb sich unterhalb des Gipfels bis heute terrassenförmige Landschaftsstrukturen feststellen lassen.
Im Jahre 1749 kam es zum sogenannten „Weinberg-Krieg“ zwischen Reutlinger und Pfullinger Weinbauern, der erst unter Einsatz württembergischer Truppen geschlichtet werden konnte.